# Pak Yong-sik
Pak Yong-sik is een hooggeplaatste Noord-Koreaanse militair en politicus van de Koreaanse Arbeiderspartij, die momenteel dienst doet als Minister van Defensie. Pak is de zesde minister door Kim Jong-un benoemd. 
Pak werd benoemd tot vice-directeur van de politieke afdeling van het Koreaanse Volksleger voor 2015. Hij was eerder werkzaam aan het ministerie van volksveiligheid. Hij werd bevorderd tot generaal in april 2015, en nam kort daarna zijn rol in als minister van Volksstrijdkrachten, omdat zijn voorganger, Hyon Yong-chol, werd geëxecuteerd wegens insubordinatie. Zijn promotie werd publiekelijk onthuld op 11 juli, hoewel de exacte datum van zijn benoeming onbekend is.